# Jeremy Soule
Jeremy Soule (Keokuk, 19 dicembre 1975) è un compositore statunitense, realizzatore di colonne sonore di videogiochi e di musica per la televisione, vincitore di un premio BAFTA.

## Videogiochi
- Armies of Exigo
- Amen: The Awakening
- Azurik: Rise of Perathia
- Baldur's Gate: Dark Alliance
- Company of Heroes
- Dungeon Siege
- Dungeon Siege II
- The Elder Scrolls III: Morrowind
- The Elder Scrolls IV: Oblivion (vincitore dell'edizione 2006 degli MTV VMA)
- The Elder Scrolls V: Skyrim
- Giants: Citizen Kabuto
- Guild Wars Prophecies
- Guild Wars Factions
- Guild Wars Nightfall
- Guild Wars Eye of the North
- Guild Wars 2
- Harry Potter e la pietra filosofale
- Harry Potter e la camera dei segreti (Vincitore di un premio BAFTA nel 2003)
- Harry Potter e il prigioniero di Azkaban
- Harry Potter e il calice di fuoco
- Harry Potter e la Coppa del Mondo di Quidditch
- Icewind Dale
- Il2 Sturmovik - Birds of Prey
- Lemony Snicket's A Series of Unfortunate Events
- Rugrats in Paris: the Movie
- Natural Selection
- Neverwinter Nights (Il tema è stato utilizzato anche in Neverwinter Nights 2, sebbene Soule non sia stato accreditato.)
- Prey
- Secret of Evermore
- SOCOM: U.S. Navy SEALs
- Star Wars: Knights of the Old Republic (il tema è stato utilizzato anche in Star Wars: Knights of the Old Republic II: The Sith Lords)
- Star Wars: Bounty Hunter
- Sovereign
- Supreme Commander
- Total Annihilation
- Total Annihilation: Core Contingency
- Total Annihilation: Kingdoms
- Unreal II
- Warhammer: Mark of Chaos
- Warhammer 40,000: Dawn of War
- World of Warcraft: Mists of Pandaria
- zOMG!